# Заснування мура
«Заснування мура» (пол. Mord założycielski) — соціально-фантастичний роман Едмунда Внук-Липинського, вперше виданий 1989 року. Остання частина трилогії про острівну тоталітарну державу Апостезьонію, яка складається, окрім вище вказаної, з «Виру пам'яті» (пол. Wir pamięci, 1979) та «Напіврозпаду» (пол. Rozpad połowiczny, 1988).

## Сюжет
Єдина частина трилогії, події в якій розгортаються у встановленому періоді часу — у квітні 2044 року. З часу завершення подій, які описані в двох попередніх частинах трилогії, пройшло декілька років. Після ліквідації Зони, на якій завершилися події «Напіврозпаду», відбулося незначне послаблення правил повсякденного життя в Апостезьонії. Дозволено легальний продаж та споживання алкоголю на законодавчому рівні, й, окрім цього, згідно з принципом «Хліба та видовищ», щорічно проводяться змагання, в яких надзвичайно популярні гравці у різних дисциплінах змагаються один з одним, часто до смерті та на життя. Основні герої попередніх книг — Матильда, Юрген, Клер, Длугі та Грімальді — живуть серед тимчасових людей. У свою чергу, Іра Догоу, перед операцією зі зміни особистості (описана в пам'яті Віри), яка живе як Альберт Варенсон, покинула цю групу і приєдналася до найнижчого соціального класу, і в той же час до субкультури Апостезьонії — «ловіттув» (пол. lovittów). Він розраховує на те, що, хоча ці люди на даний час живуть надзвичайно бідно й маючть надзвичайно низький інтелектувальний рівень розвитку, вони можуть стати силою, яка змінить режим Апостезьонії. Тим часом полковник Віттоліні, який, ще будучи капітаном у першій частині трилогіх, досліджував зникнення Догова, вже є заступником голови всемогутніх спецслужб, які планують державний переворот.